# Que reste-t-il de nos amours?
Que reste-t-il de nos amours? è una canzone francese del 1942 musicata da Charles Trenet e scritta dallo stesso Charles Trenet e da Léo Chauliac.

## Cover
Il brano è stato reinterpretato da Ornella Vanoni nell'album Io sì! Ai miei amici cantautori n.2 (1969), da Dalida nel 1972 e da Rony Verbiest nel 2001. Ne esiste anche una versione italiana, realizzata da Gesualdo Bufalino e incisa da Franco Battiato nel 1999, intitolata Che cosa resta.
Vi è poi un'ulteriore versione, scritta in lingua inglese, di Albert A. Beach dal titolo "I wish you love".

## Colonna sonora
Tale brano musicale è stato utilizzato nella colonna sonora del film L'uomo perfetto di Luca Lucini e Baci rubati di François Truffaut.